# ÖBB 2093 sorozat
Az ÖBB 2093, régi nevén BBÖ 2070/s, egy osztrák keskeny nyomtávú, Bo'Bo' tengelyelrendezésű, dízel-elektromos erőátvitelű dízelmozdony volt. 1930-ban gyártotta a Simmering-Graz-Pauker és a  Siemens-Schuckert. Az ÖBB 1991-ben selejtezte.